# Hugh Nesham
Hugh Nesham, född 17 januari 1878, död 26 juni 1923, var en brittisk bågskytt. Han deltog vid olympiska sommarspelen 1908.